# George Ege
George Ege (* 9. März 1748 bei Womelsdorf, Berks County, Province of Pennsylvania; † 14. Dezember 1829 im Berks County, Pennsylvania) war ein US-amerikanischer Politiker. In den Jahren 1796 und 1797 vertrat er den Bundesstaat Pennsylvania im US-Repräsentantenhaus.

## Werdegang
George Ege wuchs während der britischen Kolonialzeit auf. Er besuchte die öffentlichen Schulen seiner Heimat. Danach arbeitete er vor allem in der Eisenverarbeitung. Durch einen Verwandten seiner Mutter erbte er im Jahr 1774 eine Eisenschmelze. Später weitete er seinen Radius in der Eisenbranche aus und wurde ein wohlhabender Mann. Gleichzeitig schlug er eine politische Laufbahn ein. Im Jahr 1783 wurde er Abgeordneter im Repräsentantenhaus von Pennsylvania. Zwischen 1791 und 1818, also auch während seiner Zeit im Kongress, war er neben seinen anderen Tätigkeiten auch Richter im Berks County. Politisch wurde er Mitglied der Ende der 1790er Jahre von Alexander Hamilton gegründeten Föderalistischen Partei.
Nach dem Rücktritt des Abgeordneten Daniel Hiester wurde Ege bei der fälligen Nachwahl im fünften Kongressdistrikt von Pennsylvania als dessen Nachfolger in das damals noch in Philadelphia tagende US-Repräsentantenhaus gewählt, wo er am 8. Dezember 1796 sein neues Mandat antrat. Nach einer Wiederwahl konnte er bis zu seinem Rücktritt im Oktober 1797 im Kongress verbleiben.
Nach seiner Zeit im US-Repräsentantenhaus baute George Ege sein Geschäftsimperium in der Eisenbranche weiter aus. Im Jahr 1804 erbaute er in der Nähe von Port Clinton ein weiteres Werk. Er starb am 14. Dezember 1829 auf seinem Anwesen Charming Forge im Berks County.